# 赤井直揉
赤井 直揉（あかい なおおさ、1856年12月27日（安政3年12月1日） - 1937年（昭和12年）3月17日）は、明治・大正期の日本の裁判官。

## 来歴
鹿児島藩藩士の家に生まれる。
1884年時点で京都治安裁判所の書記を務めていた。1886年6月に家督を相続した。『改正官員録』や『職員録」によれば、この年京都治安裁判所の判事補となる。『官報』の記載では、1887年7月に京都始審裁判所判事に任じられ、8月には同宮津支庁勤務となった後、1890年10月22日に京都区裁判所判事となる。『人事興信録』第4版（1915年）は、その後監事判事を務めたとする。1913年4月に宮崎地方裁判所所長に就任した。
1919年7月8日に大審院二等判事に就任した。1922年8月には京都地方裁判所管内の破産管財人に任じられる。
その後退官して、1925年当時は京都府京都市で弁護士を開業していた。1935年3月26日に、弁護士登録を取り消した。

## 栄典
- 1890年8月6日：従七位
- 1893年4月11日：正七位
- 1895年11月26日：従六位
- 1898年
  - 4月17日：勲六等瑞宝章
  - 7月10日 正六位
- 1902年12月26日：勲五等瑞宝章
- 1903年8月29日：従五位
- 1908年10月20日：正五位
- 1909年12月6日：勲四等瑞宝章
- 1914年11月10日：従四位
- 1918年12月20日：勲三等瑞宝章
- 1919年7月31日：正四位

## 系譜
- 父：赤井直期　-『人事興信録』第4版では「京都府士族」とされている[1]。
- 妻：カツ（1877年12月 - ?） - 村上克太郞の養女[1]。
- 長男：操（1889年6月 - ?）[1]
- 長女：きよ（1891年12月 - ?）[1]